# マルコム・ウィルソン
マルコム・ウィルソン (英語: Malcolm Wilson, OBE、1956年2月17日 - ) は、イギリスのカンブリア州コッカーマス出身の元ラリードライバー。モータースポーツ関連企業Mスポーツの代表で、息子のマシュー・ウィルソンもラリードライバーである。

## 経歴

### 現役時代

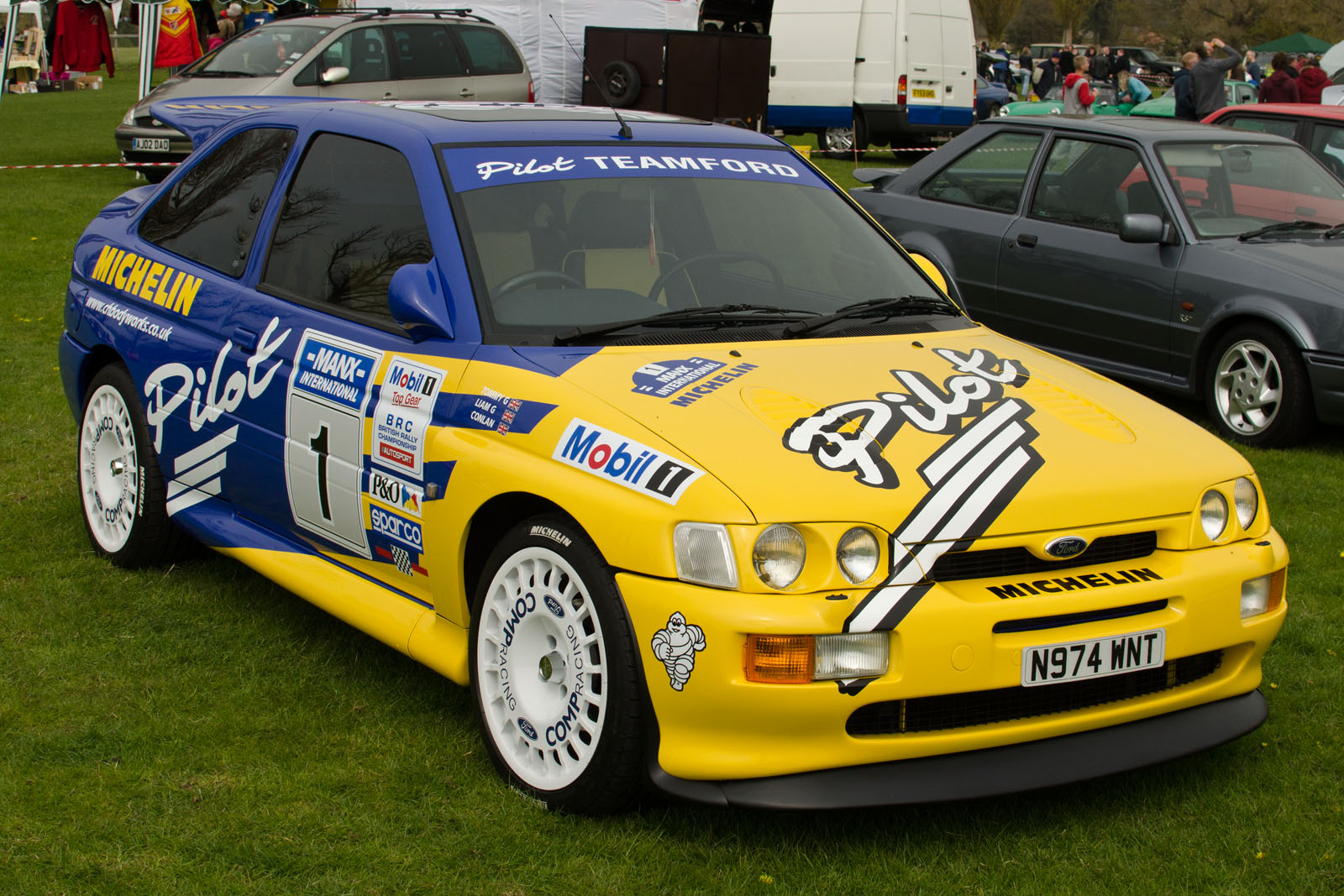
ウィルソンがドライブしたフォード・エスコートRSコスワース

ウィルソンの生家は自動車解体業を営んでおり、中古部品を求めるラリー愛好家が立ち寄っていた。ウィルソンが10歳の頃、客の一人の車の後部座席に乗せてもらい、その車が交差点でドリフトした時モータースポーツの魅力を覚えた。
1970年代半ばにラリー活動を始め、1978年と1979年にイギリスの国内選手権 (Castrol Autosport National Championship) でチャンピオンを獲得する。1979年にはプライベートチーム「マルコム・ウィルソン・モータースポーツ（MWM）」を設立する。
1980年代はイギリスラリー選手権 (BRC)、ヨーロッパラリー選手権 (ERC) 、世界ラリー選手権 (WRC) で活躍。WRCではフォード、MG（オースチン・ローバー）、ボクスホール（オペル）のファクトリーチームに所属し、フォード・RS200のテストドライバーも務める。1994年、フォード・エスコートRSコスワースをドライブし、イギリスラリー選手権のチャンピオンを獲得。1995年を最後に現役引退する。

### チーム代表
1997年、MWM改めMスポーツはフォードからWRCのワークス活動を委託される。ウィルソンはチームの規模を拡大し、地元コッカーマスのカントリーハウス「ドベンバイホール」を購入し、2000年5月に最新のファクトリーを完成させる。
2006年と2007年にはフォード・ワールドラリーチームがWRCのマニュファクチャラー（製造者）部門のタイトルを連覇。2009年には英国モータースポーツへの貢献が認められ、ウィルソンに大英帝国勲章のOBE（オフィサー）が授与された。
2012年シーズンを最後にフォードがワークス活動を停止。MスポーツはマニュファクチャーとしてWRCへの参戦を継続しつつ、下位クラス向けのカスタマーカー販売、GT3マシンやラリークロスマシンの開発などのビジネス展開を行っている。ドベンバイホールでは約250名、ポーランド支社では約50名の従業員が働いている。
2017年、Mスポーツはセバスチャン・オジェを迎え入れ、3度目のマニュファクチャラーズタイトルを獲得。
2019年、ウィルソンは評価センターの設立などMスポーツ全体のビジネスに専念するため、リチャード・ミルナーにラリーチーム代表の座を譲った。